# Uíge (province)
Cet article concerne la province d'Angola. Pour la ville d'Angola, voir Uíge.
Uíge, parfois aussi écrit Uíje (kikongo :  Wizidi ou Wizi), est une province d'Angola. Sa population est estimée à 800 000 habitants sur une surface de 58 698 km2. Sa capitale est la ville d'Uíge. La province a été une des plus touchées par la guerre civile angolaise. 
D'importants gisements d'argent et de cobalt sont présents dans  province.

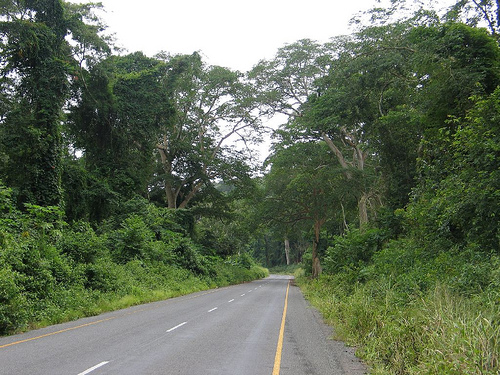
Route Caxito-Uíge

## Municipalités
La province de Uíge est divisée en seize municipalités:
- Alto Cauale
- Ambuila
- Bembe
- Buengas
- Bungu
- Maquela do Zombo
- Damba
- Macocola
- Mucaba
- Negage
- Puri
- Quimbele
- Quitexe
- Sanza Pombo
- Songo
- Uíge (capitale)